# منيبة مزاري
منيبة مزاري (ولدت 3 مارس 1987) ناشطة اجتماعية ومقدمة تليفزيونية باكستانية الجنسية، مشهورة بفنها وخطاباتها الحماسية والملهمة، والتي أدت إلى اختيارها مؤخرا ضمن 100 سيدة في قائمة بي بي سي لاكثر السيدات تأثيراً لعام 2015.

## حياتها
تعرضت في عامها الحادي والعشرين إلى حادث سيارة برفقة زوجها في مدينة رحيم يار خان الباكستانية، أدى الحادث إلى اصابة في الحبل الشوكي أصيبت على إثرها بالشلل الدائم، وهو ماجعلها تفكر في تحدى هذه الإعاقة وإالهام الكثيرين. بدأت العمل في مجال الرسم وهي لاتزال تتعافى من اثر الحادث، كما استعانت بخبرات والدها في هذا المجال، وصفت بعدها بأنها «معجزة علي كرسي متحرك».

## حياتها المهنية
تعتبر منيبة مزاري أول مقدمة تليفزيونية وعارضة ازياء تستخدم الكرسي المتحرك، كما كانت أول عارضة ازياء لشركة «تونى آند جاى» الباكستانية على كرسي متحرك إلى ان اسست ماركتها الخاصة "Muniba's Canvas".
شاركت في العديد من المؤتمرات والمناسبات العامة كمتحدثة حماسية في العديد من المجالات، وكان لخطاباتها الأثر الملهم للعديد من متحدي الإعاقة عبر العالم وغيرهم، كما شاركت في أحد مؤتمرات TEDxIslamabad  وغيرها من المؤتمرات لنشر أفكارها الحماسية.
وفى ديسمبر 2015 أختارتها الأمم المتحدة كأول سفيرة للنوايا الحسنة لباكستان.
أنشأت موقعها الالكترونى الخاص والتي تنشر من خلاله بعضاً من لوحاتها الفنية، كما يحتوى على مدونتها التي تتواصل من خلالها مع العديد من متابعيها حول العالم.

## شعاراتها ورسالتها
لمنيبة مزاري العديد من الشعارات والجمل الحماسية التي تستخدمها في خطاباتها في الكثير من المناسبات، والتي يعتبرها البعض سر تأثيرها وانتشار افكارها الحماسية لمواجهة تحديات الإعاقة، وتعتبر رسالتها الأشهر للعالم هي «أنت البطل الوحيد في قصة حياتك، والأبطال لا يستسلمون ابداَ».